# Diocesi di Acerra

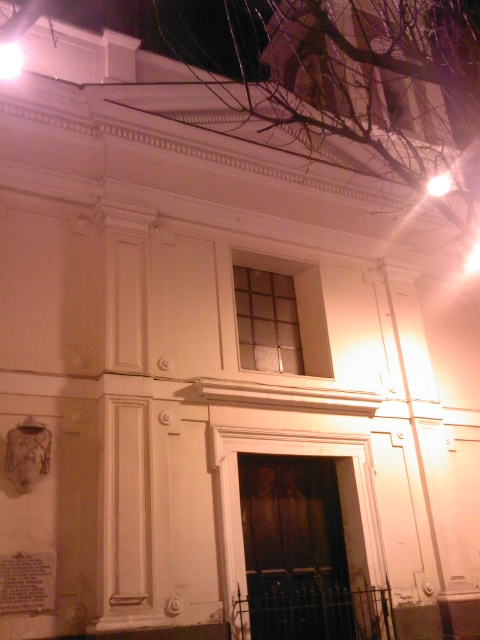
La chiesa del Corpus Domini di Acerra, sede del museo diocesano, istituito nel dicembre 2004.

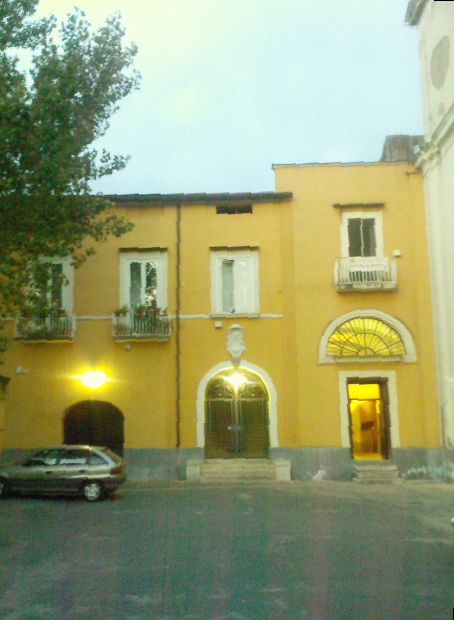
Il palazzo vescovile di Acerra.

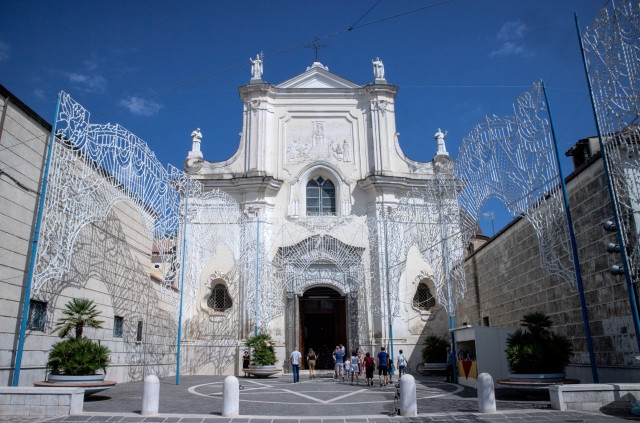
La basilica minore di Maria Santissima Assunta a Santa Maria a Vico.

La diocesi di Acerra (in latino Dioecesis Acerrarum) è una sede della Chiesa cattolica in Italia suffraganea dell'arcidiocesi di Napoli appartenente alla regione ecclesiastica Campania. Nel 2022 contava 124.000 battezzati su 127.687 abitanti. È retta dal vescovo Antonio Di Donna.

## Territorio
Comprende i seguenti comuni della Campania:
- nella città metropolitana di Napoli: Acerra e Casalnuovo di Napoli, nella porzione di territorio denominato Licignano (la restante parte appartiene all'arcidiocesi di Napoli e alla diocesi di Nola);
- in provincia di Caserta: Arienzo, Cervino (ad eccezione della frazione La Vittoria, che è in diocesi di Caserta), San Felice a Cancello e Santa Maria a Vico.

Confina a ovest con la diocesi di Aversa, a nord ovest con la diocesi di Caserta e per breve tratto con l'arcidiocesi di Capua, a nord est con la diocesi di Cerreto Sannita-Telese-Sant'Agata de' Goti, a sud con la diocesi di Nola e a sud ovest con l'arcidiocesi di Napoli.
Sede vescovile è la città di Acerra, dove si trova la cattedrale di Santa Maria Assunta. A Santa Maria a Vico sorge la basilica minore di Maria Santissima Assunta.
Il territorio si estende su 157 km² ed è suddiviso in 28 parrocchie.

## Storia
La diocesi fu eretta nell'XI secolo. Non è nota la data esatta della sua fondazione; alcuni autori ritengono che la diocesi di Acerra sia la continuazione dell'antica sede di Suessola, le cui vetuste rovine si trovano quasi interamente nel perimetro comunale di Acerra. Suessola appare tra le comunità appartenenti alla giurisdizione del vescovo di Nola in un rescritto di papa Pelagio I del 558. Nella bolla ad Alone di Benevento del 983, papa Giovanni XIV concede al metropolita beneventano la facoltà di consacrare i suoi vescovi suffraganei, tra cui appare per la prima volta anche quello di Suessola; questa disposizione viene ripetuta dai papi successivi fino a papa Leone IX nel 1053. La documentazione coeva tuttavia non ha restituito alcun nome di vescovo di Suessola, cosa che per Kehr e Klewitz mette in dubbio la sua reale esistenza storica.
Nella bolla di papa Stefano IX al metropolita Vodalrico di Benevento del 1057 la diocesi di Suessola non è più presente. Secondo lo storico Gaetano Caporale è attorno a questi anni che venne eretta la diocesi di Acerra, costituita dalla parte in pianura della diocesi di Suessola, mentre la parte montagnosa venne annessa alla diocesi di Sant'Agata de' Goti. Lo stesso storico ritiene che tra il 1059 e il 1060 la diocesi fu istituita personalmente da papa Niccolò II, venuto a consacrare nella novella diocesi Pietro, vescovo di Isernia, e il cardinale Oderisio. «Ma la tesi dello storico ottocentesco è alquanto fragile».
Il primo vescovo noto è Giraldo, attestato da due bolle pontificie del 1098 e del 1114, cui segue un anonimo vescovo deposto nel concilio di Pisa del 1135. Nel 1179 Bartolomeo prese parte al concilio lateranense indetto da papa Alessandro III. Sono questi gli unici vescovi di Acerra per l'XI e il XII secolo. La diocesi era suffraganea dell'arcidiocesi di Napoli, benché spesso i documenti pontifici confondano Acerra con la diocesi di Acerno, suffraganea di Salerno.
«Il travaglio della vita civile non influenzò la vita religiosa degli Acerrani; alla diffusione di pratiche religiose individuali si affiancavano anche forme di religiosità collettiva. Soprattutto dopo la pestilenza di metà secolo XIV, anche ad Acerra sorse una compagnia di battenti legata all'attività dell'Annunziata ovvero alla cura dei bambini abbandonati. Stando strettamente alla testimonianze documentali, negli anni settanta del Quattrocento sorse la Confraternita della Pace che, nata come associazione di penitenti, per molti secoli successivi si è impegnata nella cura dei bambini abbandonati o poveri, nella diffusione della cultura religiosa.»
In seguito ai decreti di riforma del concilio di Trento, iniziò una nuova fase per la vita della diocesi. I vescovi, costretti all'obbligo della residenza, iniziarono a restaurare il palazzo vescovile. Nel 1653 il vescovo Mansueto Merati fondò il seminario vescovile nell'antico convento dei padri agostiniani. Il vescovo Domenico Antonio Biretti (1725-1760) ampliò l'edificio, allargando le presenze a seminaristi di altre diocesi, e dette all'istituzione un nuovo regolamento e un nuovo programma di studi.
Nel 1577 il vescovo Scipione Salernitano organizzò la diocesi in parrocchie territorialmente ben definite. Ne istituì cinque, quattro ad Acerra (Santa Maria la Bruna nella cattedrale, San Pietro Apostolo, San Giorgio, San Lorenzo) e una a Licignano (Vergine Annunziata).
Agli inizi del Settecento il canonico Giuseppe Romano fondò il monte frumentario, sorto per alleviare i disagi delle classi sociali più disagiate. Verso la fine del secolo fu decisa la ricostruzione della cattedrale, dopo il crollo di parte del tetto nel 1787. Il nuovo edificio venne consacrato nel 1796, ma necessitò di continue attenzioni e rifacimenti.
Il 27 giugno 1818 papa Pio VII con la bolla De utiliori unì Acerra aeque principaliter alla diocesi di Sant'Agata de' Goti, fino a quando non ne fu divisa il 30 novembre 1854 con la bolla Nihil est di papa Pio IX; in questa occasione il territorio diocesano si ingrandì con i comuni di Arienzo, Cervino, San Felice a Cancello e Santa Maria a Vico, ceduti dalla diocesi di Sant'Agata de' Goti.
Anche se tra le ipotesi più accreditate per la ricostituzione e ingrandimento della diocesi il progetto originario prevedeva lo scorporo dalla Diocesi di Nola di alcuni comuni ad essa appartenenti, praticamente a ridosso di Acerra come: Pomigliano d'Arco, Brusciano, Castello di Cisterna, Mariglianella, e Tavernanova, ma si decise diversamente.
Il primo vescovo della rinata diocesi fu Giuseppe Gennaro Romano (1855-1864), che, come altri vescovi della Campania, ebbe notevoli difficoltà con i nuovi governanti italiani dopo le imprese di Garibaldi; il vescovo veniva accusato di essere venale e fiancheggiatore dei briganti. Alla sua morte la diocesi restò vacante per otto anni, fino alla nomina di Giacinto Magliulo nel 1872, che si impegnò per la riorganizzazione della vita ecclesiale; a lui si deve in particolare l'indizione di un sinodo diocesano, un secolo dopo quello celebrato da Gennaro Giordano (1776-1789), e la fine dei lavori di ristrutturazione della cattedrale.
Il successore Francesco De Pietro (1899-1932) si attivò soprattutto per «una pastorale di solidarietà che fece di Acerra una delle diocesi più avanzate nell'attuazione della nuova cultura sociale cattolica»; alla sua azione si deve la fondazione, nel 1906, della Società Cattolica Agricola del Cuore di Gesù, che aveva finalità prettamente religiose, ma anche sociali.
Nel 1933 divenne vescovo acerrano Nicola Capasso, che governò la diocesi fino al 1966. Per la sua attività durante la seconda guerra mondiale, «fu proposto per una medaglia d'oro al valore civile che decisamente rifiutò».
Il 30 settembre 1964, con la lettera apostolica Acerrarum dioecesis, papa Paolo VI ha proclamato Sant'Alfonso Maria de' Liguori patrono principale della diocesi.
Il 3 dicembre 2004 è stato inaugurato il museo diocesano negli ambienti dell'ex chiesa del Corpus Domini. Dal 2010 la struttura del seminario è stata predisposta per accogliere la biblioteca diocesana, l'archivio storico ed altri uffici diocesani.
Il 3 ottobre 2013 la Congregazione per il culto divino e la disciplina dei sacramenti ha concesso ai sacerdoti che vivono nella diocesi di celebrare fino a quattro messe la domenica e nelle feste di precetto.
Il 16 dicembre 2018 è stato inaugurato il Museo diocesano di Sant'Alfonso Maria de Liguori negli ambienti del palazzo vescovile di Arienzo, dove il santo ha dimorato da vescovo di Sant'Agata de' Goti.

## Cronotassi dei vescovi
Si omettono i periodi di sede vacante non superiori ai 2 anni o non storicamente accertati.
- Giraldo † (prima del 1098 - dopo il 1114)[5][12]
- Anonimo † (? - 1135 deposto)[13]
- Bartolomeo I † (menzionato nel 1179)[14]
- Romano † (XII secolo)[14]
- Anonimo † (menzionato nel 1209 e 1209)[14]
- Anonimo † (menzionato nel 1218)[14]
- Gentile I † (prima del 1241 - dopo il 1243)[14][15]
  - Teodino, O.S.B. † (menzionato come vescovo eletto e intruso nel 1262) (usurpatore)[14]
- Bartolomeo II † (menzionato nel 1274)[14][16]
- Tommaso I † (prima di dicembre 1286 - dopo il 1304)[14]
- Gentile II ? † (circa l'anno 1306)[15]
- Guglielmo † (menzionato nel 1310)
- Giovanni d'Esertelle, O.Cist. † (tra il 1310 e il 1325)
- Spano † (menzionato nel 1325)
- Filippo † (menzionato nel 1328)
- Giovanni, O.F.M. † (prima del 1337 - 20 dicembre 1342 nominato vescovo di Bagnoregio)[17]
- Matteo di Castro, O.F.M. † (20 dicembre 1342 - 1344 deceduto)
- Enrico de Monte, O.P. † (27 maggio 1344 - 1348 deceduto)
- Rainerio † (27 ottobre 1348 - 1354 ? deceduto)
- Federico di Somma, O.P. † (28 febbraio 1358 - circa 1362 deceduto)
- Giovanni di Patti, O.P. † (6 marzo 1363 - dopo febbraio 1393[18] deceduto)
- Tommaso II † (12 dicembre 1394 - 1403 deceduto)
- Angelo de Conciliis † (30 luglio 1403 - circa 1429 deceduto)
- Filippo II † (18 maggio 1429 - 1434 deceduto)
- Nicola de Utino, O.F.M. † (6 settembre 1434 - 1439 deceduto)
- Nicola Descari[19] † (20 settembre 1439 - 1451 ritirato)
- Bertrando † (5 aprile 1451 - 1452 deceduto)
- Leone Cortese † (2 ottobre 1452 - dopo giugno 1494 deceduto)
- Roberto de Noya, O.P. † (15 marzo 1497 - 15 aprile 1504 nominato arcivescovo di Nasso e Paro)
- Nicolò de Noya, O.P. † (15 aprile 1504 - 1511 deceduto)
- Vincenzo de Corbis † (22 agosto 1511 - 1512 deceduto)
- Juan de Vich, O.P. † (23 luglio 1512 - 1526 deceduto)
- Carlo I degli Ariosti † (28 gennaio 1527 - 1535 deceduto)[20]
  - Gianvincenzo Carafa † (26 luglio 1535 - 14 aprile 1539) (amministratore apostolico)[21]
- Giampaolo da Pisa † (21 aprile 1539 - 1554 deceduto)
- Gianfrancesco Sanseverino † (6 luglio 1555 o 1556 - 1559 dimesso)
- Giovanni Fabrizio Sanseverino † (13 marzo 1560 - 23 luglio 1568 nominato vescovo di Trivento)
- Juan Vázquez Coronado de Sayás † (23 luglio 1568 - 1571 deceduto)
- Scipione Salernitano † (16 luglio 1571 - 1581 deceduto)
- Marcello Maiorana, C.R. † (13 novembre 1581 - 13 novembre 1586 deceduto)
- Giambattista del Tufo, C.R. † (17 agosto 1587 - 1603 dimesso)
- Juan Gurrea † (23 giugno 1603 - 1606 deceduto)
- Vincenzo Pagano, C.R. † (20 novembre 1606 - circa 1640 deceduto)
  - Sede vacante (circa 1640-1644)
- Mansueto Merati, B. † (13 luglio 1644 - 28 agosto 1661 deceduto)
- Placido Carafa, C.R. † (9 aprile 1663 - 31 dicembre 1672 deceduto)
- Carlo de Angelis † (17 dicembre 1674 - 14 settembre 1691 deceduto)
- Carlo de Tilly † (21 gennaio 1692 - 3 giugno 1697 nominato vescovo di Monopoli)
- Giuseppe Rodoeri di Montagna † (1º luglio 1697 - ottobre 1699 deceduto)
- Benito de Noriega, O.F.M. † (28 maggio 1700 - marzo 1708 deceduto)
  - Sede vacante (1708-1717)
- Giuseppe Maria Positani, O.P. † (22 novembre 1717 - 27 settembre 1723 nominato arcivescovo di Acerenza e Matera)
- Domenico Antonio Biretti † (11 giugno 1725 - 23 dicembre 1760)
- Ciro de Alteriis † (6 aprile 1761 - 13 ottobre 1775 deceduto)
- Gennaro Giordano † (20 maggio 1776 - febbraio 1789 deceduto)[22]
  - Sede vacante (1789-1792)
- Giovanni Leonardo Maria De Fusco, O.P. † (27 febbraio 1792 - circa 1795 deceduto)
- Orazio Magliola † (18 dicembre 1797 - 27 giugno 1818 nominato vescovo di Sant'Agata de' Goti e Acerra)[23]
  - Sede unita aeque principaliter con Sant'Agata de' Goti (1818-1854)
- Giuseppe Gennaro Romano † (23 marzo 1855 - 26 marzo 1864 deceduto)
  - Sede vacante (1864-1872)
- Giacinto Magliulo † (23 febbraio 1872 - 1899 deceduto)
- Francesco De Pietro † (14 dicembre 1899 - 28 gennaio 1932 dimesso[24])
- Nicola Capasso † (13 marzo 1933 - 16 febbraio 1966 dimesso[25])
  - Sede vacante (1966-1978)[26]
- Antonio Riboldi, I.C. † (25 gennaio 1978 - 7 dicembre 1999 ritirato)
- Salvatore Giovanni Rinaldi (7 dicembre 1999 - 18 settembre 2013 ritirato)
- Antonio Di Donna, dal 18 settembre 2013

## Statistiche
La diocesi nel 2022 su una popolazione di 127.687 persone contava 124.000 battezzati, corrispondenti al 97,1% del totale.
| anno | popolazione | popolazione | popolazione | presbiteri | presbiteri | presbiteri | presbiteri                | diaconi | religiosi | religiosi | parrocchie |
| anno | battezzati  | totale      | %           | numero     | secolari   | regolari   | battezzati per presbitero | diaconi | uomini    | donne     | parrocchie |
| ---- | ----------- | ----------- | ----------- | ---------- | ---------- | ---------- | ------------------------- | ------- | --------- | --------- | ---------- |
| 1950 | 59.900      | 60.000      | 99,8        | 71         | 46         | 25         | 843                       |         | 35        | 80        | 20         |
| 1959 | 59.800      | 60.000      | 99,7        | 71         | 46         | 25         | 842                       |         | 30        | 75        | 21         |
| 1970 | 67.974      | 67.980      | 100,0       | 70         | 41         | 29         | 971                       |         | 47        | 106       | 22         |
| 1980 | 84.152      | 86.430      | 97,4        | 59         | 40         | 19         | 1.426                     |         | 36        | 67        | 23         |
| 1990 | 86.720      | 89.515      | 96,9        | 53         | 33         | 20         | 1.636                     |         | 32        | 65        | 24         |
| 1999 | 96.616      | 99.786      | 96,8        | 48         | 30         | 18         | 2.012                     |         | 43        | 74        | 24         |
| 2000 | 96.616      | 99.786      | 96,8        | 48         | 30         | 18         | 2.012                     |         | 41        | 72        | 24         |
| 2001 | 96.968      | 100.138     | 96,8        | 47         | 29         | 18         | 2.063                     |         | 41        | 72        | 24         |
| 2002 | 97.000      | 101.138     | 95,9        | 47         | 29         | 18         | 2.063                     |         | 26        | 72        | 24         |
| 2003 | 97.021      | 101.160     | 95,9        | 48         | 29         | 19         | 2.021                     |         | 28        | 74        | 25         |
| 2004 | 103.860     | 108.291     | 95,9        | 52         | 28         | 24         | 1.997                     |         | 35        | 75        | 26         |
| 2006 | 105.000     | 108.160     | 97,1        | 49         | 28         | 21         | 2.142                     |         | 26        | 50        | 26         |
| 2011 | 112.800     | 116.600     | 96,7        | 56         | 36         | 20         | 2.014                     |         | 21        | 46        | 28         |
| 2012 | 121.763     | 123.887     | 98,3        | 53         | 33         | 20         | 2.297                     | 4       | 26        | 47        | 28         |
| 2015 | 121.810     | 125.657     | 96,9        | 50         | 36         | 14         | 2.436                     | 4       | 18        | 40        | 28         |
| 2018 | 124.00      | 127.687     | 97,1        | 38         | 30         | 8          | 3.263                     | 4       | 10        | 16        | 28         |
| 2020 | 123.665     | 127.330     | 97,1        | 42         | 34         | 8          | 2.944                     | 4       | 12        | 16        | 28         |
| 2022 | 124.000     | 127.687     | 97,1        | 60         | 35         | 25         | 2.066                     | 4       | 29        | 28        | 28         |